# Comté de Jackson (Oregon)
Pour les articles homonymes, voir Jackson et Comté de Jackson.
Le comté de Jackson (en anglais : Jackson County) est un comté situé dans le sud-ouest de l'État de l'Oregon aux États-Unis. Il est nommé en l'honneur d'Andrew Jackson, l'ancien président des États-Unis. Le siège du comté est Medford. Selon le recensement de 2020, sa population est de 223 259 habitants.

## Géographie
Le comté a une superficie de 7 257 km², dont 7 214 km² est de terre. 
On trouve aussi Upper et Lower Table Rock, deux plateaux volcaniques.

### Comtés adjacents
- Comté de Josephine (ouest)
- Comté de Klamath (est)
- Comté de Douglas (nord)
- Comté de Siskiyou, Californie (sud)